# Барретт, Джерард (режиссёр)
Джерард Барретт (англ. Gerard Barrett; род. 5 июля 1987, Атиа, Манстер) — ирландский режиссёр. Он стал известен, когда получил награду «Восходящая звезда» на 10-й церемонии Irish Film & Television Awards за свой дебютный фильм «Пилгрим Хилл». В его продолжении «Гласленд» снялся Джек Рейнор в роли молодого человека, который пытается помочь своей матери. В 2015 году Барретт снял фильм «Разум в огне» по одноимённой книге с Хлоей Грейс Морец и Шарлиз Терон в главных ролях.